# Aliona Bolsova
Aliona Bolsova Zadoinov (în rusă Алёна Вадимовна Большова, Aliona Vadimovna Bolșova; n. 6 noiembrie 1997, Chișinău, Republica Moldova) este o jucătoare de tenis spaniolă de origine moldoveană. A reprezentat Republica Moldova din 2012 până în 2013, când a obținut cetățenia spaniolă.

## Biografie
Bolsova s-a mutat din Moldova în Spania la o vârstă fragedă. Părinții ei, Vadim Zadoinov și Olga Bolșova, cât și bunicii din partea mamei, Viktor Bolșov și Valentîna Maslovska, sunt cu toții foști sportivi olimpici. Părinții ei, născuți în Chișinău, nu cunoșteau limba română și au vorbit în casă doar limba rusă, iar din acest motiv Aliona Bolsova nu vorbește deloc limba română, limba oficială a țării sale materne.
Cea mai bună poziție a Alionei Bolsova în clasamentul WTA a fost locul 90 la simplu, la 13 august 2018, și 347 la dublu, la 21 septembrie 2015. A câștigat șase titluri de simplu și opt titluri de dublu în Circuitul feminin ITF.
În Circuitul de juniori, cea mai bună clasare a sportivei a fost locul 4, ajungând în sferturile de finală ale Australian Open din 2015.
De asemenea, Bolsova a jucat pentru echipa de tenis a Universității de Stat din Oklahoma, în sezonul 2016-17, în cadrul National Collegiate Athletic Association. Raportul de victorii-înfrângeri a fost 31-7 la simplu și 25-7 la dublu. Echipa OSU a ajuns în finala 2017 a campionatului Big 12 Conference și sferturile de finală ale turneului NCAA 2017.
În 2018, Bolsova a făcut parte din echipa Florida Atlantic University, marcând doar victorii la simplu (19-0) și un raport de 15-3 la dublu. Sportiva a început o carieră profesională în a doua jumătate a anului 2018.
Reprezentând Spania la Fed Cup, Bolsova are un raport victorii-înfrângeri de 1-0.